# Щедрий Вівторок
Щедрий Вівторок (#ЩедрийВівторок, англ. — Giving Tuesday, #GivingTuesday) — це щорічна благодійна акція, в стилі хештег-активізм що позиціонує себе як «всесвітній рух щедрості, що дає змогу людям і організаціям трансформувати свої громади та світ». Акція проводиться наступного вівторка після Дня подяки — зазвичай між 27 листопада і 3 грудня. Започаткована у 2012 році у Нью-Йорку Генрі Тіммсом за підтримки фонду ООН та інших організацій.
Ініціатива отримує підтримку від фонду Білла і Мелінди Гейтс, Крейга Ньюмарка, Фонду Форда, PayPal та інших.
У 2018 році акція вперше стартувала в Україні під хештегом #ЩедрийВівторок. Україна стала 154 країною, що приєдналася до руху.

## У світі
Рух бере початок в США у 2012 році, як день дарування та щедрості. Серед компаній, що долучились до Щедрого вівторка: Microsoft, PayPal, Tinder, Bitcoin, Sony.

### Приклади міжнародних акцій

#### #ImAvailable
У 2017 році додаток для знайомств Tinder запросив користувачів долучитися до акції. Tinder створив повідомлення #ImAvailable, яке людина могла поширити в соцмережах, що означало, що вона готова прийти на допомогу. За кожного, хто поділився повідомленням, компанія жертвувала певну суму на благодійність.

#### Освіти світ щедрістю
Акція «Освіти світ щедрістю» ставить за мету привернення уваги до збору пожертв некомерційними організаціями. В рамках акції численні будівлі та пам'ятки (наприклад Ніагарський водоспад) освітлюються кольорами Щедрого Вівторка. До акції долучилися багато країн, в тому числі Канада, Чехія та Іспанія.

#### Програма YouthSpark
У перший рік проведення #GivingTuesday компанія Microsoft запустила программу YouthSpark Global Giving, щоб допомогти молодим людям по всьому світу отримати доступ до освіти, навичок, які забезпечать їх робочими місцями, а можливо й дадуть поштовх розпочати власну діяльність. З 2012 року проєкт надав можливості для розвитку для понад трьохсот мільйонів людей.

## В Україні
В Україні акція вперше відбулась у 2018 році, зібравши 15 млн грн. Рух ініціювали благодійні фонди Zagoriy Foundation, Таблеточки, Клуб Добродіїв та Український Форум Благодійників. Щедрий Вівторок покликаний об'єднати некомерційні організації, школи, людей, владу, бізнес та медіа навколо благодійності, і наголошує на тому, що робити добрі справи — це легко. Загалом за час роботи було зібрано та направлено на благодійність понад 66 мільйонів гривень.

### Приклади українських акцій

#### ЩедрийВівторокДіти
ЩедрийВівторокДіти — це ініціатива, направлена на залучення дітей до добрих справ та розвиток культури благодійності серед молодого покоління. До цієї акції долучаються школи, діти, вчителі та благодійні організації. Наразі у акції беруть участь понад 450 навчальних закладів. Для шкіл створений посібник «Уроки Доброти», який детально та просто розповідає про те, що таке благодійність, чому вона важлива та як можна до неї долучитися вже з дитинства. Вчителі можуть організовувати Уроки Доброти з учнями та планувати спільні акції для збору коштів чи допомозі тим, хто цього потребує.

#### Щедрий Забіг
Щедрий Забіг відбувається напередодні Всеукраїнського дня добрих справ у співпраці з Kind Challange. Ця акція дозволяє одночасно взяти участь в забігу та фінансово підтримати організацію, яка до вподоби. У акції Щедрий забіг 2021 взяло участь 45 організацій та понад 550 бігунів, що дозволило зібрати понад 1 мільйон гривень. Ця подія отримала перемогу в національному конкурсі «Благодійна Україна» в номінації «Благодійна акція року».

#### «Добро має звучати голосно»
Це щорічна інформаційна кампанія, що складається з зовнішньої реклами, digital-кампанії та флешмобу в соціальних мережах. В рамках кампанії був створений проект з віршами про добрі справи, за допомогою яких можна поділитися історією про благодійність соціальних мережах. Загалом в рамках цієї акції було розміщено понад 1500 зовнішніх інформаційних джерел, що популяризували ідею благодійності.

#### Tabletochki Giving Tuesday Dinner
Кожного року до Щедрого Вівторка БФ «Таблеточки» проводить урочисту благодійну вечерю, де відомі особистості, представники бізнесу та діячі культури в форматі аукціону жертвують кошти на проєкти фонду.
До Щедрого Вівторка долучилась значна кількість українських компаній, зокрема Uber, Sova Jewerly, Дніпролаб, RiverMall, Львівська Майстерня Шоколаду та інші.

## Реакція у медіа
Тімоті Огден, керівник директор Ініціативи фінансового доступу Нью-Йоркського університету та член правління організації ефективного альтруїзму GiveWell, написав статті для Стенфордського огляду соціальних інновацій, скептично ставлячись до Giving Tuesday, у 2012 та 2013 роках.
Стаття в Nonprofit Quarterly за січень 2015 року обговорювала Giving Tuesday у контексті днів благодійництва загалом. Giving Tuesday було описано як об'єднану мультиплатформенну кампанію, в якій брали участь багато різних некомерційних організацій і багато платформ обробки пожертв, усі зосереджені на одному дні, щоб вони могли координувати зусилля для підвищення обізнаності та ефективності реклами.